# Xuan María Acebal
Xuan María Acebal (1815-1895) un poeta asturià, considerat com el més important del segle xix en llengua asturiana.
Nasqué a Oviedo el 1815 i els esdeveniments polítics de la seva època no li van permetre acabar la carrera eclesiàstica, de manera que es dedicà a treballar en la indústria d'Oviedo. Milità a les files del carlisme i per aquesta raó fou exiliat a Baiona alguns anys. La seva poesia, influïda pels clàssics llatins (Virgili i Horaci) mai no fou recompilada en un volum, cosa que va impedir que influís com mereixia en l'obra dels contemporanis i dels poetes posteriors.
Morí de pena a Oviedo en 1895, dies després de la mort del seu net i del seu gendre Guillermo Estrada Villaverde, dirigent carlí i catedràtic universitari, amb qui tenia una estreta amistat.